# It’s a Laugh Productions
It’s a Laugh Productions, Inc. — американская продюсерская компания, занимающаяся производством телесериалов, которые показывают на Disney Channel и Disney XD. Является дочерней компанией The Walt Disney Company.
Все шоу записаны на плёнку в Hollywood Center Studios, кроме Ханны Монтаны и Держись, Чарли!, которые были записаны на плёнку в Sunset Bronson Studios (ранее Tribune Studios), Дайте Санни шанс, которая была записана на плёнку в NBC Studios, Танцевальная лихорадка, которая была записана на плёнку в LA Center Studios, и Два Короля, который был записан на плёнку в Sunset Gower Studios. Братья Джонас стали первой комедией живого действия, которая была снята одной камерой, а не несколькими камерами, как другие шоу Disney Channel. Он также был снят в закрытых комплексах.

## История

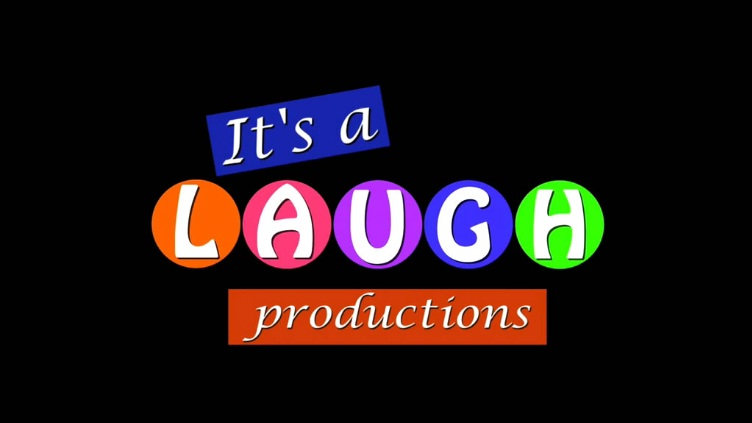
Версия логотипа It’s a Laugh Productions 2009 года, использовавшаяся до 2020 года

It’s a Laugh Productions была основана в 2005 году, заменяя компанию Brookwell McNamara Entertainment, создавшую такие сериалы, как «Зажигай со Стивенсами» и «Такая Рэйвен». Первые три шоу, снятые It’s a Laugh, имели всего 65 эпизодов. It’s a Laugh транслируется на Disney Channel, известном как Disney Channel Original Series, и на Disney XD, известном как Disney XD Original Series. Первой работой It’s a Laugh на Disney XD Original Series стал сериал «Я в рок-группе».